# Sybaris semivittatus
Sybaris semivittatus là một loài bọ cánh cứng trong họ Meloidae. Loài này được L. Redtenbacher miêu tả khoa học năm 1844.